# Camp de concentration de Jadovno
Le camp de Jadovno est un camp de concentration et d'extermination dans l'État indépendant de Croatie (NDH) pendant la Seconde Guerre mondiale. Commandé par Juco Rukavina, il s'agit du premier des vingt-six camps ouverts dans le NDH pendant la guerre. Jadovno est situé dans un lieu reculé, à environ 20 kilomètres de la ville de Gospić, et des milliers de Serbes et de Juifs y sont détenus sur une période de 122 jours entre mai et août 1941. La méthode d'exécution habituelle consiste à pousser les détenus dans les ravins profonds qui entourent le camp. Les estimations sur le nombre de morts à Jadovno s'étendent de 10 000 à 68 000 victimes, principalement des Serbes. Le camp est fermé le 21 août 1941 et le secteur dont il dépend passe sous le contrôle du royaume d'Italie : il fait partie des zones italiennes II et III. Jadovno est remplacé par le camp de Jasenovac, plus grand et qui comporte des infrastructures d'extermination.
Après-guerre, l'exploration du camp et de ses alentours est impossible à cause de la profondeur des ravins où les corps sont déposés et parce que les autorités communistes de Yougoslavie en ont scellé certains avec du béton. Les autres sites contenant les restes des victimes sont découverts dans les années 1980. Depuis 2009, le Conseil national serbe (en) (SNV), la communauté juive de Croatie et des militants antifascistes locaux conduisent des cérémonies en mémoire des victimes du camp. En Croatie, le 24 juin est la date retenue pour le « Jour du souvenir du camp de Jadovno ». En 1975 est érigé un monument pour honorer la mémoire des victimes avant d'être retiré en 1990. En 2010, une copie du monument original est construite mais elle disparaît 24 heures après son inauguration.

## Histoire

### Contexte
Le 6 avril 1941, les puissances de l'Axe envahissent le royaume de Yougoslavie. Mal équipée et préparée, l'Armée royale yougoslave est rapidement vaincue. Après l'invasion, Ante Pavelić, nationaliste extrémiste croate et fasciste, prend la tête du régime des Oustachis : l'État indépendant de Croatie (Nezavisna Država Hrvatska, ou NDH). Le territoire du NDH englobe la majorité de la Croatie actuelle, ainsi que la Bosnie-Herzégovine et des secteurs de Serbie sous un « quasi-protectorat italo-allemand ». Les autorités du NDH, dirigées par la milice oustachie, instaurent des politiques génocidaires contre les populations serbes, juives et roms qui vivent dans le nouvel État.
Les Oustachis visent à exterminer toute la population serbe du NDH ; ils comptent en assassiner un tiers, en convertir un tiers au catholicisme et forcer le dernier tiers à quitter le pays. Les Oustachis orchestrent une série de massacres et le degré de cruauté déployée pour persécuter les Serbes a même choqué les nazis.
L'alphabet cyrillique est interdit, les écoles confessionnelles orthodoxes fermées et les Serbes doivent porter un brassard distinctif. Des répressions similaires s'abattent sur les Juifs, qui sont obligés de porter un brassard jaune avec une étoile de David. Ces brassards portent le mot « Juif » en deux langues : allemand et croate.

### Gestion du camp
Le camp de Jadovno est situé dans un secteur reculé à environ 20 kilomètres de la ville de Gospić. Ouvert aux premiers stades de la persécution contre les Serbes dans le NDH, Jadovno est placé sous le commandement de l'Oustachi Juco Rukavina. Conçu comme un lieu d'extermination, il ouvre entre le 11 et le 15 avril 1941 et il est le premier des vingt-six camps de concentration implantés sur le territoire du NDH pendant la guerre.
La plupart des prisonniers des camps oustachis — y compris à Jadovno — sont des Serbes croates. D'autres victimes sont internées : des Juifs et des Croates antifascistes. Certains détenus de Jadovno sont célèbres, comme le maire croate juif de Koprivnica, Ivica Hiršl (en), ainsi qu'Aleksandar Savić (en), communiste juif croate.
Les Oustachis convoient plusieurs centaines de prisonniers vers un site prévu presque uniquement à des fins d'extermination près de Gospić. Proche du massif du Velebit, la région comporte des ravins — dont certains descendent à 91,5 mètres — où sont jetés les corps. Le camp de Jadovno est lui-même entouré de gouffres (jame) dont l'accès est difficile et qui caractérisent la chaîne karstique. Le camp sert de « relais » avant de conduire les victimes vers les ravins. Les détenus doivent travailler la journée entière, jusqu'à épuisement, malgré de très faibles rations.

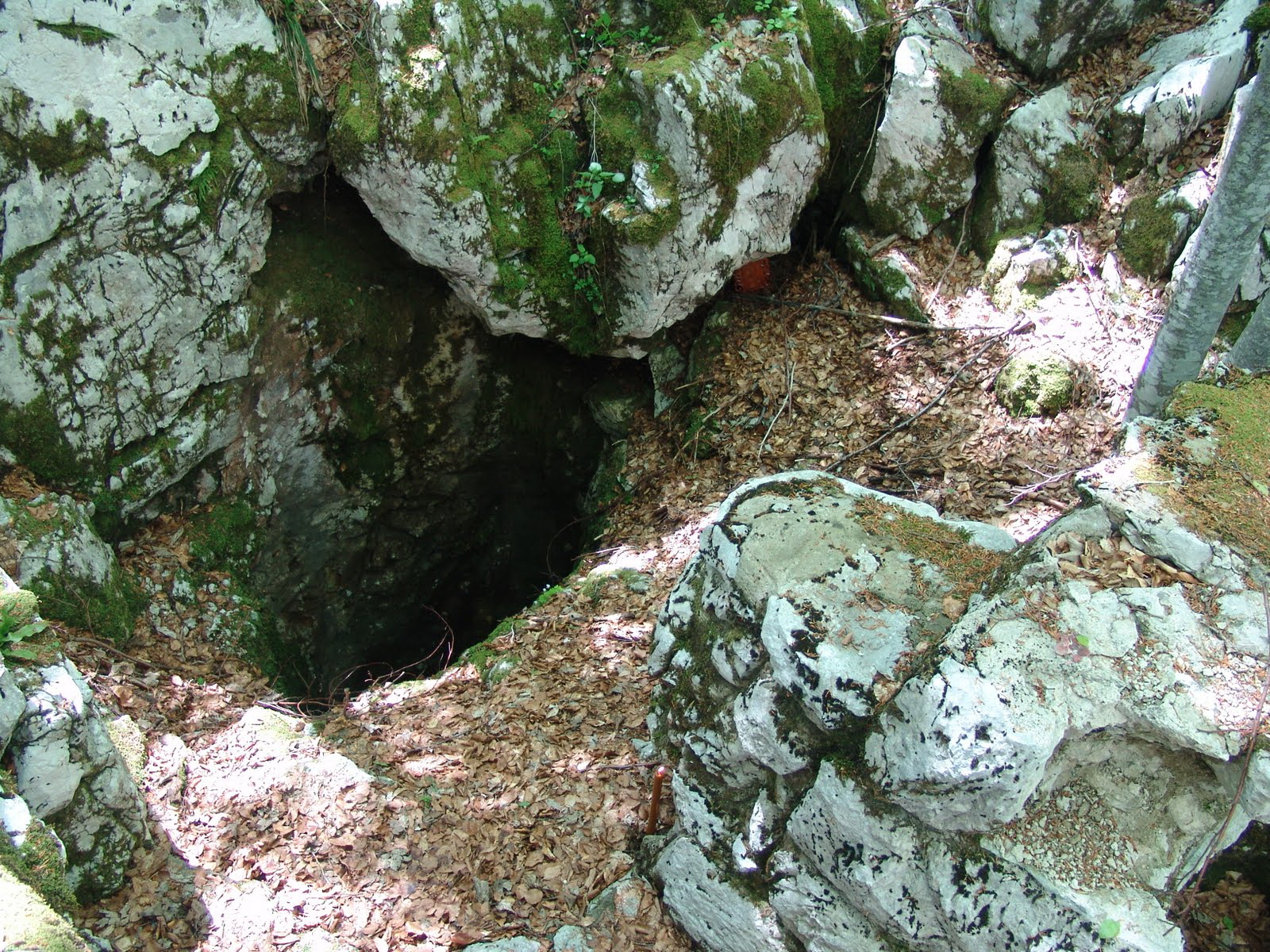
Gouffre de Šaran, à 1 km du camp.

La cavité la plus proche du camp est le gouffre de Šaran, à 1 kilomètre de distance ; toutefois, les détenus sont exécutés et déposés dans un autre ravin, à 5 kilomètres de Jadovno. Les prisonniers sont attachés les uns aux autres et placés en ligne ; les premières victimes sont assassinées à coups de crosse de fusil ou avec d'autres armes. Ensuite, la ligne entière des prisonniers est poussée dans le ravin. Parfois, les victimes sont assassinées par arme à feu, avec des couteaux ou des armes contondantes. En une circonstance, les prisonniers sont jetés dans un ravin et les génocidaires y glissent ensuite des grenades. Il arrive aussi que des chiens soient déposés dans les ravins pour y dévorer les blessés et les morts,. Les ravins autour du camp se remplissent des corps des détenus juifs puis serbes. Toutefois, d'autres groupes sont aussi visés et certains Croates et Roms figurent parmi les victimes.
À la fin du mois de juin, les Oustachis déportent plusieurs centaines de familles juives de Zagreb vers Jadovno. Par la suite, le commandant oustachi Vjekoslav Luburić vient inspecter le camp et, dès son arrivée, égorge un enfant juif de deux ans. Luburić oblige un gardien du camp à assassiner un autre enfant et à lui écraser la tête à coups de pied. Le dernier groupe des prisonniers de Jadovno est tué avec une mitrailleuse.
Jadovno ferme le 21 juin 1941 et les détenus croates encore en vie sont déplacés vers d'autres camps contrôlés par le NDH ; en revanche, les derniers Serbes et juifs sont assassinés. Le chantier pour y substituer le camp de Jasenovac commence le même mois. La zone dont dépend Jasenovac passe ensuite sous autorité italienne et fait partie des Zones italiennes II et III.

### Rapport de l'équipe médicale italienne
En septembre 1941, deux équipes médicales de l'armée sont mandées pour enquêter sur des rapports de charniers qui polluent l'eau potable dans le massif du Velebit et sur l'île de Pag, qui font partie du réseau de camps et de cavités autour de Jadovno. Finderle Vittori, médecin, rédige la description suivante sur le gouffre de Plana, au-dessus du village de Buđak : 

« Dans le secteur autour du gouffre, j'ai trouvé des restes de chaînes, des cadenas de divers formats, des badges d'employés du réseau ferroviaire, des galons venant des pantalons des préposés aux douanes yougoslaves, des brosses à dents, des miroirs de poche, des peignes et, fait significatif, des portefeuilles vidés et déchirés. À un endroit, j'ai trouvé les restes d'un crâne appartenant, je crois, à une personne adulte âgée de 30 à 50 ans et tuée environ 2 mois plus tôt. L'ouverture du gouffre mesure huit mètres sur cinq et il est impossible d'en percevoir le fond. J'y ai jeté un caillou qui est descendu si profondément que je n'ai pu entendre son arrivée au sol. Le bord du gouffre et ses côtés étaient couverts de chaux qui semblait dater de plusieurs jours. Malgré la chaux, le secteur entier empeste l'odeur des corps en décomposition. Il semble que ce gouffre serve de charnier à environ 500 victimes,. »

L'équipe italienne découvre d'autres ravins servant de charniers : Jamina près de Tribnje (« des centaines de victimes », dont des femmes et des enfants), Jama na Pločama près de Stupačinovo (2 000 victimes serbes), Duliba jama (200 victimes), etc. Vittori note qu'il est impossible de localiser d'autres charniers en raison du terrain très accidenté et de l'absence d'aide chez la population locale, qui craint les représailles des Oustachis. Les équipes médicales italiennes examinent aussi les camps de concentration de Slana et Metajna sur l'île de Pag, qui appartiennent au même réseau concentrationnaire et où ils déterrent 791 cadavres de prisonniers dans des charniers ; ils estiment qu'entre 8 000 et 9 000 personnes ont été assassinées par les Oustachis dans le complexe de Pag,.

## Nombre de morts
Le nombre de morts au camp de Jadovno est difficile à établir car maints prisonniers ne sont pas recensés : ils sont directement emmenés vers les ravins et assassinés. La fourchette la plus haute est proposée en 1942 par un ancien détenu du Camp de concentration de Gospić, qui déclare que 120 000 personnes ont péri à Jadovno. En 1964, une enquête de la commission du recensement des victimes de guerre indique 1 794 victimes à Jadovno. Les résultats de cette enquête ne sont publiés qu'en 1989.
L'édition 1960 de l'Encyclopédie de Yougoslavie annonce qu'au moins 35 000 personnes sont assassinées à Jadovno, et peut-être jusqu'à 50 000 voire 60 000. Selon l'Encyclopédie militaire de la Yougoslavie en 1967, 72 000 détenus ont péri à Jadovno. L'Encyclopédie de la Yougoslavie, dans son édition de 1971, avance aussi le nombre de 72 000, qui devient l'estimation la plus couramment citée dans les années 1960 et 1970. En 1983, Rev Athanase Jevtić (sr) déclare qu'il y eut 80 000 morts à Jadovno. Toutefois, pour l'historien Jozo Tomasevich, cette valeur est « exagérée » et elle ne repose sur aucune documentation ni enquête en profondeur. À la fin des années 1980 et dans les années 1990, les estimations des historiens proposent une fourchette de 15 000 à 48 000 victimes.
En 2007, d'après les recherches menées par l'historien Đuro Zatezalo dans 17 archives, le nombre total des morts à Jadovno s'élève à 40 123 (38 010 Serbes, 1 998 Juifs, 88 Croates et 27 autres). Il recense les noms de 10 502 victimes identifiées (dont 1 014 Serbes et 15 juives), ainsi que 55 prêtres serbes orthodoxes d'après les données de Zatezalo. Comme le camp a fonctionné pendant 122 jours, cette étude conduit à penser qu'en moyenne 329 personnes par jour y ont été assassinées. Paul Mojzes cite les données de Zatezalos.
D'après une enquête menée en 2009 par le musée de Belgrade pour les victimes de génocide, entre 15 300 et 15 900 personnes sont mortes dans les camps de Gospić, de Jadovno et de Pag. En général, les sources citent un nombre compris entre 10 000 et 68 000 morts à Jadovno. Les estimations sur le nombre de Juifs assassinés varient de plusieurs centaines jusqu'à 2 500 voire 2 800.

## Conséquences et mémoire
Après-guerre, le site du camp de Jadovno n'est pas exploré à cause de la profondeur des ravins où gisent les corps et parce que certains gouffres sont comblés avec du béton par les autorités communistes de Yougoslavie. Dans les années 1980, des restes de victimes du camp sont découverts dans d'autres cavités.
Depuis 2009, des cérémonies en l'honneur des victimes du camp sont organisées par le Conseil national serbe (en) (SNV), des représentants de la communauté juive de Croatie et des militants antifascistes locaux. Le 24 juin est la date fixée en Croatie comme « Journée en mémoire du camp de Jadovno ». En 1975 est érigé un monument en hommage aux victimes qui ont péri au camp et il reste en place pendant 15 ans, puis il est retiré en 1990 avant le déclenchement des violences ethniques pendant la guerre de Croatie. Une copie du monument d'origine est construite en 2010, mais elle disparaît 24 heures après son inauguration.